# 尼古拉·波爾森
尼古拉·波爾森（丹麥語：Nicolai Poulsen；1993年8月15日—）是一位丹麥足球運動員。在場上的位置是中場。他現在效力於丹麥足球超級聯賽球隊蘭達斯足球俱樂部。他也代表丹麥U21國家隊參賽。